# 沐英

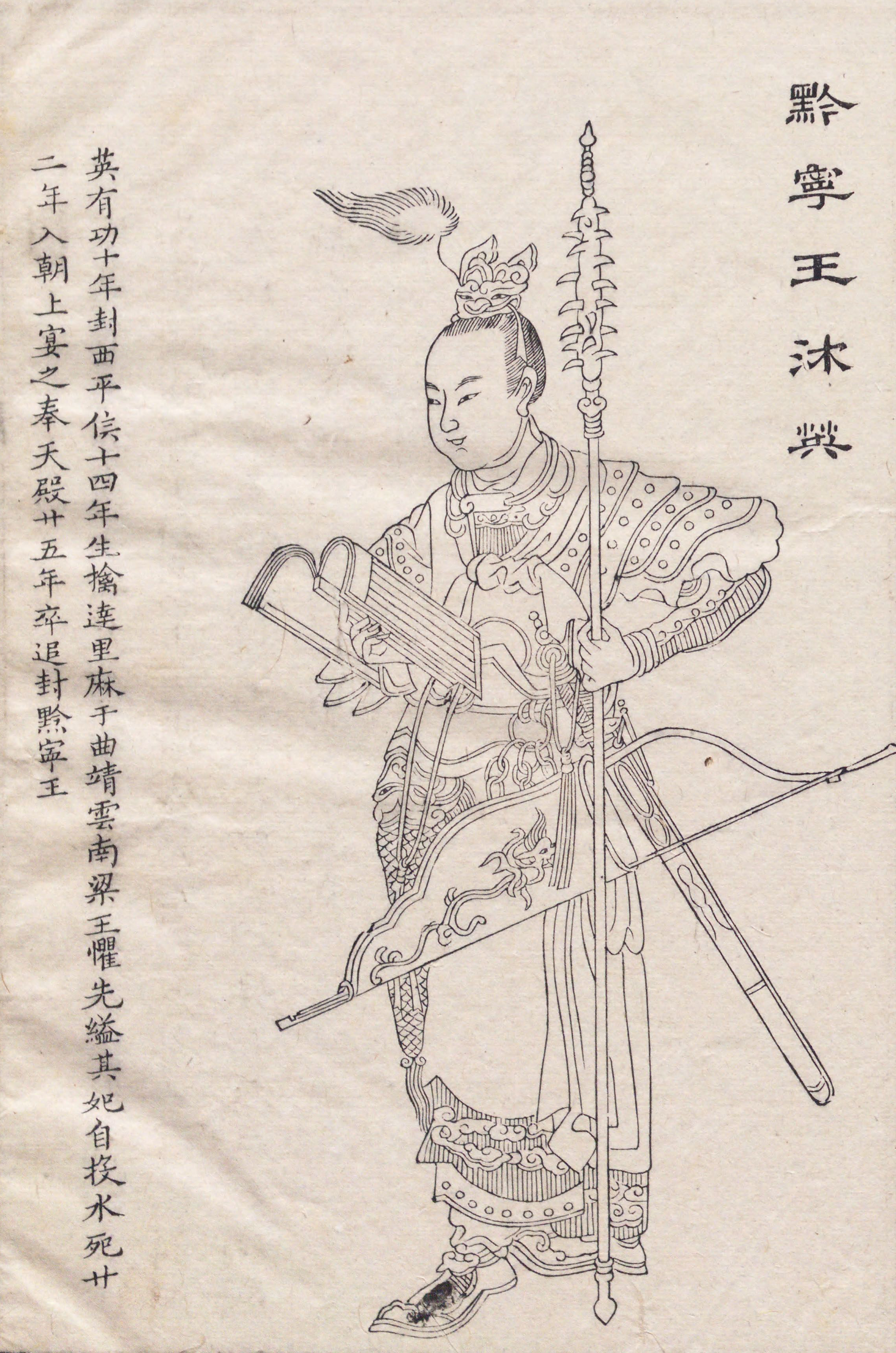
沐英

沐 英（もく えい、至正5年（1345年）- 洪武25年5月17日（1392年6月7日））は、明初の軍人。字は文英。明の功臣の一人で、朱元璋夫婦からは養子として可愛がられた。主な功績としては、雲南の平定など。

## 略歴
定遠（現在の安徽省定遠県）の出身。幼くして孤児となったため、朱元璋夫婦に拾われ、養子となる。このとき、姓を「朱」と改める。ただ、後に幾多の功績を挙げてからは再び姓を「沐」に戻すことを許されている。
18歳にして帳前都尉に任命され、鎮江を守護する。このあと、さらに功をあげて位を上げていく。
洪武10年（1377年）、吐番で反乱が起きたため鄧愈に従い、征西副将軍としてトルファンへ遠征。大功をあげ、平西候に封ぜられるとともに、官位世襲の鉄券を授かる。翌年、鄧愈が病死すると征西将軍に就任。トルファンで男女二万のを捕虜とし、牧畜二十万余を得る。
洪武14年（1381年）、征南右副将軍に任命される。征南将軍・傅友徳に従って雲南へ出征し元の梁王国の軍と戦う。このとき、明軍と元軍は川を挟んで向かい合ったのであるが、沐英は奇襲部隊を引き連れ、敵の背後に回りこむと、時期を見計らい銅鑼や太鼓を打ち鳴らし、大軍がいるように見せかけながらいきなり長躯騎兵で攻撃をしかける。驚いた元軍は壊走した。さらに遠く雲南へ行き、逃亡する梁王を井戸に飛び込んで自殺させるまで負い込んだ。雲南を平定すると、沐英は滇州の鎮護を命じられる。沐英は滇州において、農業政策を成功させ、100万畝の田畑を開墾し、また治水も充実させ、岩塩の商売で街を潤わせた。
洪武17年（1384年）に曲靖で反乱が起こるとこれの制圧に、また洪武20年に浪穹など、各地の反乱平定に従事する。洪武22年（1389年）、百夷の思倫発が乱を起こし、30万を率いて定辺に攻め込むと、沐英は3万の兵で救援に向かう。この時、雲南の兵站状況は極度に悪化しており、加えて反乱は雲南各地に拡大しているという困難な情勢であった。沐英は屯田策を用いて兵站状況の改善に努め、あわせて連絡線の確保と反乱勢力の分断を図り雲南の要地に衛を設置していく。これらの策によって雲南の反乱勢力は弱体化したため、ここでも大勝利をあげ、4万の首と37頭の象を生け捕りにし、ついに明は雲南一帯の平定に成功する。
洪武25年（1392年）、皇太子の朱標が死ぬと、朱元璋以上に嘆き悲しんだという。あまりに悲しんだものだから沐英は病気になり、同年5月に雲南で死亡。享年48、黔寧王に追封され、功臣として太祖廟に陪葬された。時期的に朱標の死後、朱元璋により大規模な粛清が始まる前に死んでいるので、その粛清には立ち会っていない。

## 逸話
- 性格は穏やかで寡黙。聡明で若いころから府中の事務などを滞りなく処理し、高皇后などから才能を評価されていた。
- 読書が好きで、暇があれば学者を読んで古典や歴史を学習した。だが、自分が議論に参加することはあまりなかった。
- 滇州では、鎮護の身分ながらも農民とともに耕作をすることもあったという。治世はかなりよかった。
- 自分を拾ってくれた朱元璋一家との結びつきはかなり強く、養母となった皇后が洪武15年（1382年）に亡くなると、悲しみのあまり血を吐いている。

## 伝記資料
- 『明史』126巻